# Szerencsfalva
Szerencsfalva település Ukrajnában, a Kárpátalján, a Munkácsi járásban.

## Fekvése
Munkácstól északnyugatra, Nagymogyorós és Ilkó közt fekvő település.

## Története
1570-ben a Munkácsi vár tartozékai között említették.
1910-ben 222 lakosából 7 magyar, 17 német, 196 ruszin volt. Ebből 11 római katolikus, 196 görögkatolikus, 15 izraelita volt.
A trianoni békeszerződés előtt Bereg vármegye Latorcai járásához tartozott.